# Закон о фермерском кредите (1933)
Закон о фермерском кредите (англ. Farm Credit Act of 1933) — американский законодательный акт, принятый Конгрессом США в период Нового курса — в июне 1933 года; закон учредил в стране Систему фермерского кредита (FCS) — группу кооперативных кредитных учреждений для предоставления фермерам кратко-, средне- и долгосрочного финансирования для развития сельскохозяйственной деятельности. Среди прочего, он уполномочил новое федерально агентство — Администрацию по делам фермерского кредита (FCA) — создать 12 производственно-кредитных ассоциаций и 12 кооперативных банков, а также — Центрального банка для кооперативов.